# Rebricha
Rebricha (in russo Ребриха?) è un villaggio del settore meridionale della Siberia Occidentale situato nel Territorio dell'Altaj,  in Russia. È il centro amministrativo del distretto Rebrichinskij.
La località si trova 110 km a ovest della capitale Barnaul.